# Tatia gyrina
Tatia gyrina es una especie de pez de la familia Auchenipteridae en el orden de los Siluriformes.

## Morfología
• Los machos pueden llegar alcanzar los 4,2 cm de longitud total.

## Hábitat
Vive en áreas de clima tropical entre los 21-24 °C.

## Distribución geográfica
Se encuentran en Sudamérica: río Amazonas en Perú, Colombia y Brasil. También está presente en los ríos del norte de Surinam.